# جزيرة تانجونغ بوايابوايا
جزيرة تانجونغ بوايابوايا وهي جزيرة من جزر إندونيسيا، وتقع في إقليم كالمنتان الشرقية، ضمن أرخبيل بورنيو.